# Tessère de Manatum
Manatum Tessera
Pour les articles homonymes, voir Manatum.
La tessère de Manatum (désignation internationale : Manatum Tessera) est un terrain polygonal situé sur Vénus dans le quadrangle d'Ix Chel Chasma. Il a été nommé en référence à Manatum, déesse sémitique du sort.